# 1772 en architecture
| Années de l'architecture : 1769 - 1770 - 1771 - 1772 - 1773 - 1774 - 1775    |
| Décennies de l'architecture : 1740 - 1750 - 1760 - 1770 - 1780 - 1790 - 1800 |

Cet article présente les faits marquants de l'année 1772 en architecture.

## Réalisations

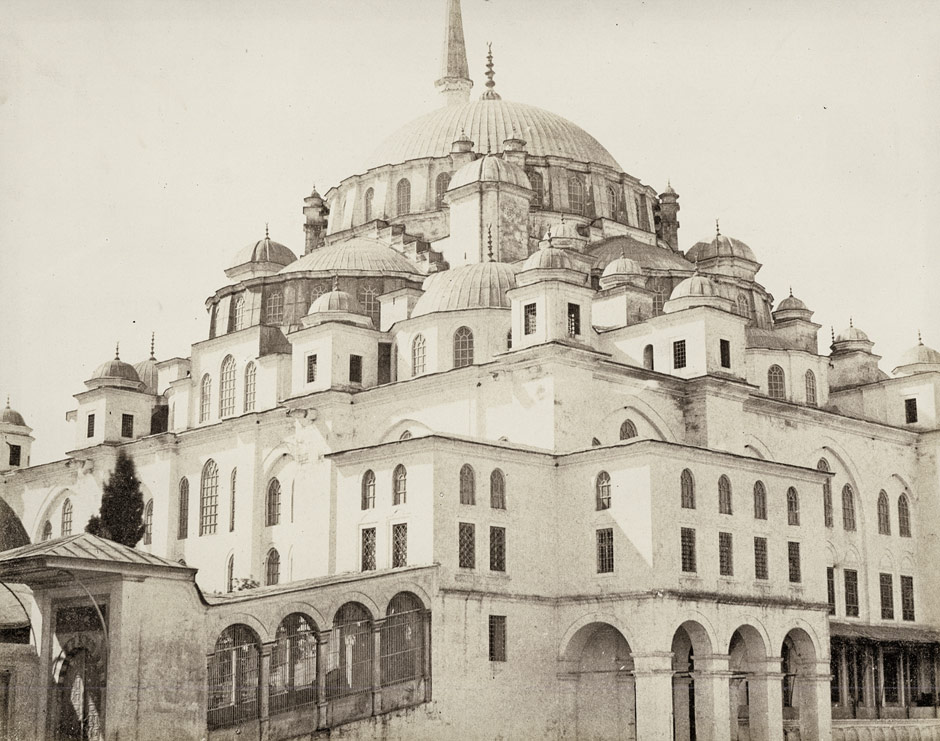
La mosquée du conquérant à Constantinople (moquée Fatih).

- 15 avril : La nouvelle Mosquée de Mehmet II le Conquérant (Sultan Fatih Mehmet Külliyesi), à Constantinople (Empire ottoman), reconstruite de 1766 à 1771 à la demande du sultan Mustafa III (1757-1774), par l'architecte Mehmed Tahir Ağa, après la destruction de celle édifiée au XVe siècle par Atik Sinan lors d'un tremblement de terre (1766), est ouverte à la prière.

### France
- Construction du château de Herces à Berchères-sur-Vesgre par Denis Antoine.
- Construction du château de Montboissier à Montboissier par Nicolas Marie Potain.

### Grande-Bretagne
- Achèvement de Harewood House par Robert Adam.

## Événements
- x

## Récompenses
- x

## Naissances
- x

## Décès
- x